# Shenzhen Luohu Challenger 2023 - Doppio
Il doppio del torneo di tennis professionistico Shenzhen Luohu Challenger 2023, facente parte della categoria Challenger 75 nell'ambito dell'ATP Challenger Tour 2023, si è giocato dal 16 al 22 ottobre ad Shenzhen, in Cina.
Questa era la prima edizione del torneo.
In finale Gao Xin e Wang Aoran hanno sconfitto Mikalai Haliak e Markos Kalovelonis con il punteggio di 6–4, 6–2.

## Teste di serie
1. Piotr Matuszewski /  Matthew Romios (quarti di finale)
2. Benjamin Lock /  Rubin Statham (semifinale)

1. Francis Alcantara /  Sun Fajing (semifinale)
2. Luke Saville /  Li Tu (ritirati)

## Wildcard
1. Wang Chukang /  Jimmy Yang (primo turno)

1. Wang Xiaofei /  Xiao Linang (quarti di finale)

## Alternate
1. Yuichiro Inui /  Tomohiro Masabayashi (primo turno)

1. Mo Yecong /  Zeng Yaojie (primo turno)

## Tabellone

### Legenda
| - Q = Qualificato - WC = Wild card - LL = Lucky loser | - ALT = Alternate - SE = Special Exempt - PR = Protected Ranking | - w/o = Walkover - r = Ritirato - d = Squalificato |

|  | Primo turno | Primo turno             | Primo turno            | Primo turno | Primo turno |  |  | Quarti di finale | Quarti di finale        | Quarti di finale   | Quarti di finale   | Quarti di finale   |    |   | Semifinali | Semifinali             | Semifinali             | Semifinali                        | Semifinali                        |   |   | Finale | Finale | Finale | Finale | Finale |  |
|  |             |                         |                        |             |             |  |  |                  |                         |                    |                    |                    |    |   |            |                        |                        |                                   |                                   |   |   |        |        |        |        |        |  |
|  | 1           | P Matuszewski MC Romios | 4                      | 7           | [10]        |  |  |                  |                         |                    |                    |                    |    |   |            |                        |                        |                                   |                                   |   |   |        |        |        |        |        |  |
|  |             | J Cui T-h Huang         | 6                      | 5           | [6]         |  |  | 1                | P Matuszewski MC Romios | 4                  | 6                  | [7]                |    |   |            |                        |                        |                                   |                                   |   |   |        |        |        |        |        |  |
|  |             | R Ho B Zhukayev         | R Ho B Zhukayev        | 4           | 4           |  |  |                  | X Gao A Wang            | 6                  | 3                  | [10]               |    |   |            |                        |                        |                                   |                                   |   |   |        |        |        |        |        |  |
|  |             | X Gao A Wang            | X Gao A Wang           | 6           | 6           |  |  |                  |                         |                    |                    |                    |    |   |            | X Gao A Wang           | X Gao A Wang           | 710                               | 6                                 |   |   |        |        |        |        |        |  |
|  | 3           | FC Alcantara F Sun      | FC Alcantara F Sun     | 6           | 6           |  |  |                  |                         | 3                  | FC Alcantara F Sun | FC Alcantara F Sun | 68 | 3 |            |                        |                        |                                   |                                   |   |   |        |        |        |        |        |  |
|  | WC          | C Wang J Yang           | C Wang J Yang          | 4           | 4           |  |  | 3                | FC Alcantara F Sun      | FC Alcantara F Sun | 6                  | 6                  |    |   |            |                        |                        |                                   |                                   |   |   |        |        |        |        |        |  |
|  |             | Q Sun S Tang            | 7                      | 69          | [13]        |  |  | WC               | X Wang L Xiao           | X Wang L Xiao      | 1                  | 3                  |    |   |            |                        |                        |                                   |                                   |   |   |        |        |        |        |        |  |
|  | WC          | X Wang L Xiao           | 5                      | 711         | [15]        |  |  |                  |                         |                    |                    |                    |    |   |            | Gao Xin Wang Aoran     | Gao Xin Wang Aoran     | 6                                 | 6                                 |   |   |        |        |        |        |        |  |
|  |             | S Diez A Weber          | S Diez A Weber         | 2           | 3           |  |  |                  |                         |                    |                    |                    |    |   |            |                        |                        | Mikalai Haliak Markos Kalovelonis | Mikalai Haliak Markos Kalovelonis | 4 | 2 |        |        |        |        |        |  |
|  |             | M Haliak M Kalovelonis  | M Haliak M Kalovelonis | 6           | 6           |  |  |                  | M Haliak M Kalovelonis  | 6                  | 2                  | [10]               |    |   |            |                        |                        |                                   |                                   |   |   |        |        |        |        |        |  |
|  |             | Y Bu R Te               | Y Bu R Te              | 6           | 7           |  |  |                  | Y Bu R Te               | 2                  | 6                  | [5]                |    |   |            |                        |                        |                                   |                                   |   |   |        |        |        |        |        |  |
|  | Alt         | Y Inui T Masabayashi    | Y Inui T Masabayashi   | 0           | 61          |  |  |                  |                         |                    |                    |                    |    |   |            | M Haliak M Kalovelonis | M Haliak M Kalovelonis | 7                                 | 6                                 |   |   |        |        |        |        |        |  |
|  | Alt         | Y Mo Y Zeng             | Y Mo Y Zeng            | 2           | 65          |  |  |                  |                         | 2                  | B Lock R Statham   | B Lock R Statham   | 62 | 2 |            |                        |                        |                                   |                                   |   |   |        |        |        |        |        |  |
|  |             | J Barki C Sinclair      | J Barki C Sinclair     | 6           | 7           |  |  |                  | J Barki C Sinclair      | J Barki C Sinclair | 65                 | 3                  |    |   |            |                        |                        |                                   |                                   |   |   |        |        |        |        |        |  |
|  |             | Z Li C Wong             | 6                      | 5           | [9]         |  |  | 2                | B Lock R Statham        | B Lock R Statham   | 7                  | 6                  |    |   |            |                        |                        |                                   |                                   |   |   |        |        |        |        |        |  |
|  | 2           | B Lock R Statham        | 3                      | 7           | [11]        |  |  |                  |                         |                    |                    |                    |    |   |            |                        |                        |                                   |                                   |   |   |        |        |        |        |        |  |